# Кислицына, Анна Николаевна
Анна Николаевна Кислицына (бел. Ганна Мікалаеўна Кісліцына, род. 8 сентября 1967, Дрогичин, Брестская область, БССР) — белорусский литературный критик, литературовед, публицист. Доктор филологических наук (2016).

## Биография
Её родители — доктор филологических наук Михась Тычина и литературный критик Алла Кабакович.
Окончила Белорусский филиал филологического факультета Белорусского государственного университета, аспирантуру Института литературы Национальной академии наук Беларуси. После учёбы преподавала в Белорусском гуманитарном лицее имени Якуба Коласа.
Старший научный сотрудник отдела теории и истории литературы Института языка и литературы имени Якуба Коласа и Янки Купалы Национальной академии наук Беларуси.
Автор монографий по истории литературы. Ведёт колонку в газете «Звязда» и колонку на сайте «Новая Европа». С 2018 года ведёт рубрику на TUT.BY с литературными и критическими статьями.

## Награды
- 2004 — лауреат литературной премии «Золотое письмо[бел.]» за сборник «12+1» (совместно с А. Иващенко[бел.], А. Хадановичем).
- 2007 — лауреат премии Зоры Кипель (2007) за исследования в области белорусоведения.